# Polycaena aestivalis
Polycaena aestivalis är en fjärilsart som beskrevs av Charles Oberthür 1903. Polycaena aestivalis ingår i släktet Polycaena och familjen Riodinidae. Inga underarter finns listade i Catalogue of Life.